# Hania (film 1984)
Hania – polski film fabularny z 1984 roku w reżyserii Stanisława Wohla. Zdjęcia kręcono w Lipkowie.
Pierwotnie była planowana adaptacja filmowa noweli w 1939, czemu przeszkodził wybuch II wojny światowej.

## Obsada
- Maciej Orłoś jako Henryk
- Małgorzata Wachecka w roli Hani
- Marek Sokół jako Selim Mirza
- Mieczysław Voit jako ojciec Henryka
- Jan Englert jako doktor Staś
- Tadeusz Bartosik jako ksiądz Ludwik
- Barbara Horawianka jako matka Henryka
- Marek Walczewski jako stary Mirza, ojciec Selima
- Grzegorz Wons jako korepetytor
- Jadwiga Kuryluk jako służąca Węgrosia
- Janina Nowicka jako madmoiselle
- Tadeusz Cygler jako sługa Mikołaj, dziadek Hani
- Paweł Unrug jako Ustrzycki
- Jacek Strzemżalski jako służący Franek

## Opis fabuły
Scenariusz napisał Józef Hen na podstawie dwóch nowel Henryka Sienkiewicza - Stary sługa i Hania.  Przedstawia on melodramatyczną historię miłości dwóch młodych mężczyzn - Henryka, polskiego szlachcica, oraz Selima, potomka tatarskiego, - do sieroty Hani. Kulminacją rywalizacji o względy dziewczyny jest pojedynek, w którym obaj zostają ranni. Tragedią staje się choroba Hani,  oszpecona ospą dziewczyna wstępuje do klasztoru.
Film przedstawia ciekawie zarysowane i kontrastujące ze sobą postaci przyjaciół, którzy stają się rywalami do ręki dziewczyny. Tłem jest Polska szlachecka, która powoli odchodzi do przeszłości.